# Racing Club Mozambique
El Racing Club Mozambique es una filial homónima del Racing Club que se encuentra ubicado en Maputo capital de Mozambique, juega en la Moçambola.2, segunda división de su país.

## Historia
«Racing Club de Mozambique» fue fundado en marzo de 2016 en Maputo, capital de Mozambique, en África. Debido a las labores de ayuda social de Racing Club en ese continente, sobre todo en Mozambique. Mediante el Departamento de Relaciones Internacionales del club y de la Filial «Juan Gabriel Arias» de Mozambique; formando un club homónimo para participar en el Campeonato mozambiqueño de fútbol y brindar ayuda humanitaria a los jóvenes de dicho país.
La invaluable labor del Padre Juan Gabriel Arias en el continente Africano es asistida y fomentada por el Papa Francisco y por la Fundación Leo Messi.
El flamante club logró una gran aceptación y reconocimiento popular en el país Africano, consiguiendo incluso que algunos de sus jugadores fueran convocados a la Selección de fútbol sub-20 de dicho país, como su joven goleador y flamante promesa Antonio "Pipito" Marques Furuma.
El mánager del club es la leyenda del fútbol mozambiqueño Hélder Carlos Muianga, defensor aguerrido histórico de la Selección de fútbol de Mozambique.

## Presidente
El presidente Juan Gabriel Arias es un cura argentino, su llegada a Mozambique se produjo en el año 2013 debido a las ayudas sociales a este país, desde su arribo el cura inculcó la pasión por el fútbol y no solo por este deporte, sino que también por el Racing Club, equipo del cual es hincha.